# Mokatia
Mokatia es el nombre de una variedad cultivar de manzano (Malus domestica) Está cultivada en la colección del Banco de Germoplasma del manzano de la Universidad Pública de Navarra con el Nº BGM001, ejemplares procedentes de esquejes localizados en Garzáin localidad perteneciente al municipio de Baztán, Navarra.

## Sinónimos
- "Mocatia",
- "Manzana Mokatia",[7]
- "Mokatia Sagarra",[8][9][10][11][12]
- "Erril-sagarra".(En el Valle de Bertizarana)

## Características
El manzano de la variedad 'Mokatia' tiene un vigor medio. El árbol tiene tamaño medio y porte erecto, con tendencia a ramificar alta, con hábitos de fructificación en ramos cortos y largos; ramos con pubescencia débil; presencia de lenticelas muy escasa; grosor de los ramos medio; longitud de los entrenudos corta.
Tamaño de las flores pequeño; disposición de los pétalos superpuestos, color de la flor cerrada rosa oscuro, color de la flor abierta blanco, longitud de estilo x estambres más largos, posición de soldadura del estilo lejos de la base; época de floración media, con una duración de la floración media. Incompatibilidad de alelos S3 S9.
Las hojas tienen una longitud del limbo de tamaño medio, con color verde, pubescencia presente, con la superficie poco brillante.  Forma del limbo es biojival, forma del ápice apicular, forma de los dientes ondulados, y la forma de la base del limbo redondeado. Plegamiento del limbo  extendido, con porte erguido; estípulas foliáceas; longitud del pecíolo corto.
La variedad de manzana 'Mokatia' tiene un fruto de tamaño pequeño, de forma cónico globosa; con color de fondo verde amarillento, con sobre color de importancia bicolor, color del sobre color rojo, reparto del sobre color en placas continuas, y una sensibilidad al "russeting" (pardeamiento áspero superficial que presentan algunas variedades) débil; con una elevación del pedúnculo a nivel, grosor de pedúnculo fino, longitud del pedúnculo medio, anchura de la cavidad peduncular es media, profundidad cavidad pedúncular media, importancia del "russeting" en cavidad peduncular fuerte; profundidad de la cavidad calicina es media, anchura de la cavidad calicina es media, importancia del "russeting" en cavidad calicina es débil; apertura de los lóbulos carpelares están abiertos; apertura del ojo parcialmente abierto; color de la carne blanca; acidez media, azúcar medio, y firmeza de la carne media.
Época de maduración y recolección temprana. Se usa como manzana de cocina, y también como manzana de sidra.

## Susceptibilidades
- Oidio: ataque medio
- Moteado: ataque débil
- Fuego bacteriano: ataque débil
- Carpocapsa: ataque medio
- Pulgón verde: ataque medio
- Araña roja: ataque fuerte[4][15]